# 特洛伊 (纽约州)
特洛伊（英語：Troy）是美國紐約州倫塞勒縣縣治，位於哈德遜河東岸。2000年人口49,170人。
1787年開埠，1789年起名為特洛伊。1791年設鎮，1901年建市。美國的擬人化山姆大叔的原形塞繆爾·威爾遜是當地人。
伦斯勒理工学院坐落于该地。